# Zbigniew Szot
Zbigniew Zdzisław Szot (ur. 1 listopada 1924 w Ogrodzieńcu, zm. 11 lutego 2020 w Wiązownej) – polski lekarz wojskowy, prof. dr hab. n. med.

## Życiorys
Syn Antoniego i Marii. W 1949 ukończył studia medyczne na Wydziale Lekarskim Uniwersytetu Poznańskiego, Od 1950 przez rok pełnił praktykę lekarza wojskowego w Krośnie Odrzańskim, w 1955 zamieszkał w Warszawie i rozpoczął pracę w Instytucie Badań Jądrowych, od 1958 kierował Pracownią Metabolizmu Radionuklidów. Od 1970 do 1978 był członkiem i kierownikiem międzynarodowych projektów badawczych Zrzeszenia Laboratoriów Europejskich do Badań Późnych Skutków Promieniowania (EULEP). Obronił pracę doktorską, następnie uzyskał stopień doktora habilitowanego. W 1985 nadano mu tytuł profesora w zakresie nauk przyrodniczych. Pracował w Instytucie Badań Jądrowych, a od 1983 do 1990 w Instytucie Chemii i Techniki Jądrowej, w Zakładzie Radiobiologii i Ochrony Zdrowia, a także w Centrum Radiobiologii i Dozymetrii Biologicznej. W latach 1990–2002 piastował funkcję kierownika Samodzielnego Laboratorium Identyfikacji Napromieniowania Żywności przy IChTJ.
Był członkiem i założycielem Polskiego Towarzystwa Badań Radiacyjnych.

## Odznaczenia i wyróżnienia
- 2001: Medal im. Marii Skłodowskiej-Curie Polskiego Towarzystwa Badań Radiacyjnych[1]
- 1978: Medal Zasłużony dla Energetyki Jądrowej[1]
- 1972: Złoty Krzyż Zasługi[1]